# Arhopala horsfieldi
Arhopala horsfieldi är en fjärilsart som beskrevs av Arnold Pagenstecher 1890. Arhopala horsfieldi ingår i släktet Arhopala och familjen juvelvingar. Inga underarter finns listade i Catalogue of Life.

## Bildgalleri

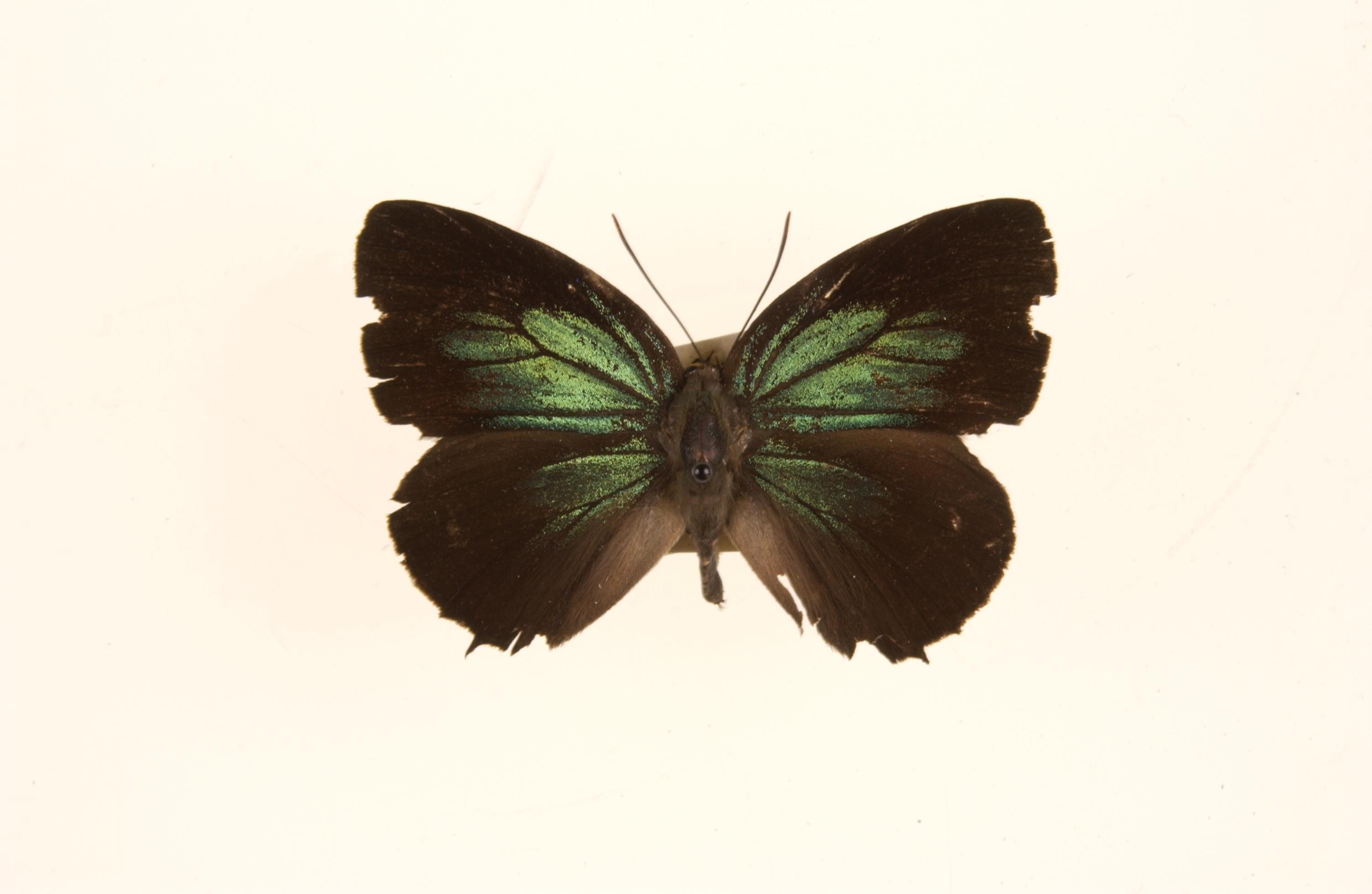
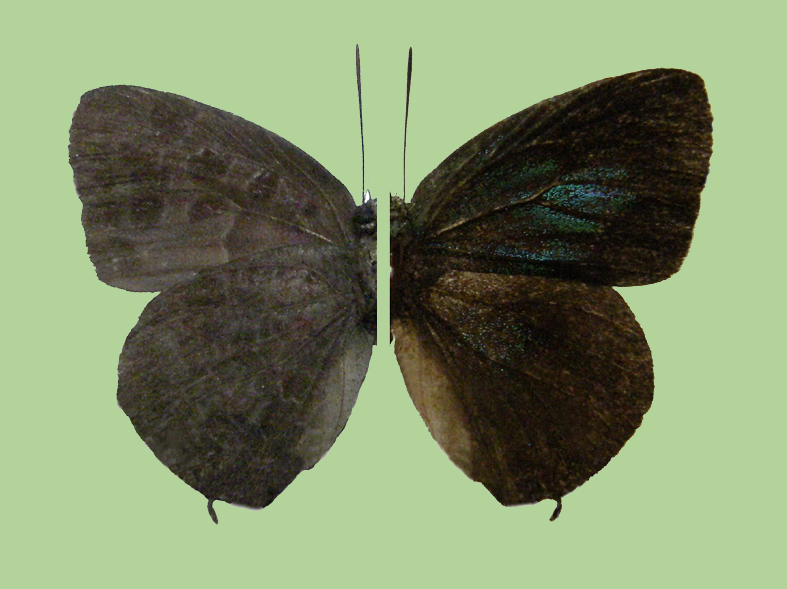
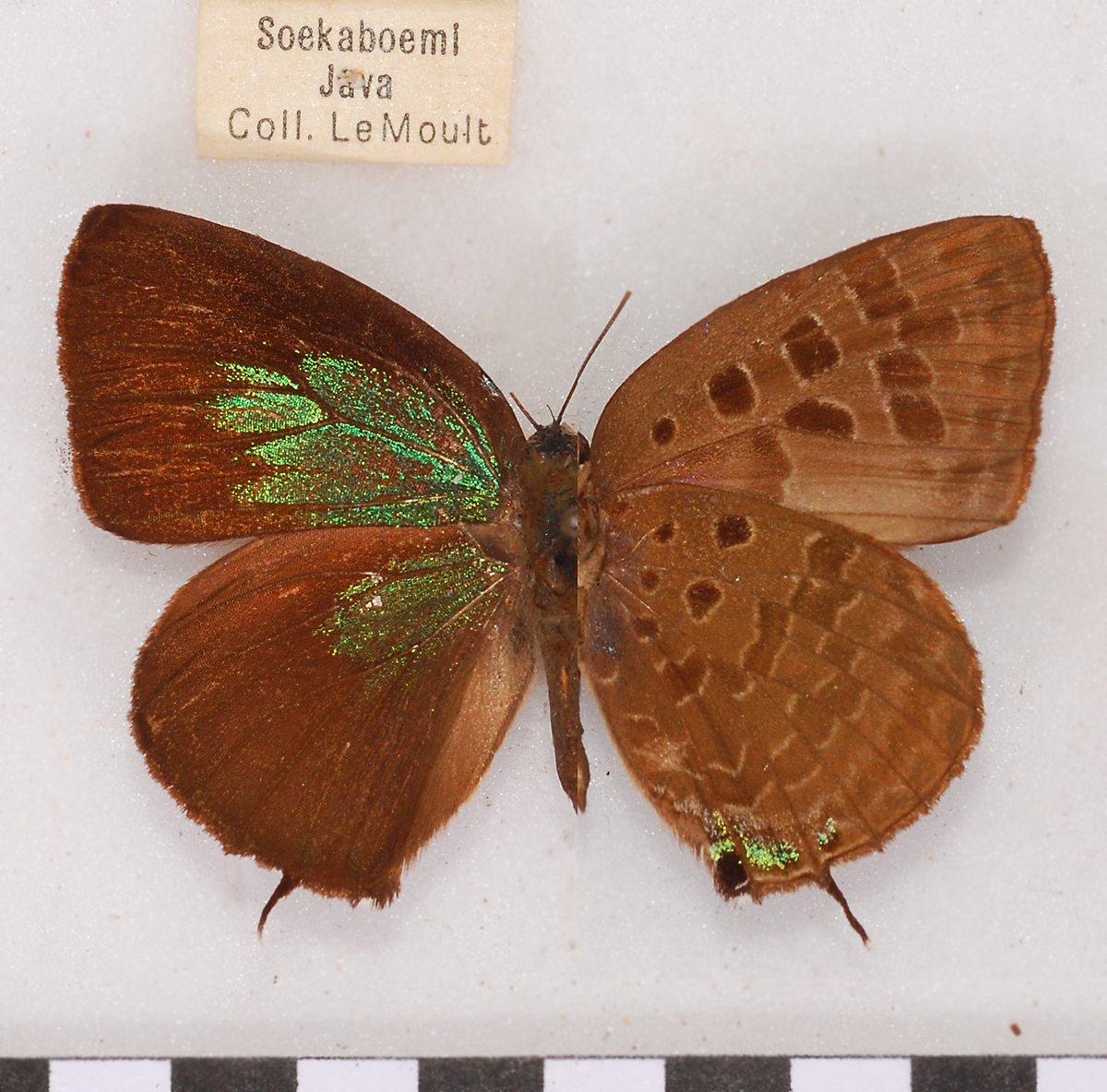